# T-26
T-26은 전간기와 제2차 세계 대전 당시 원산국 소련을 비롯한 여러 국가가 사용한 경전차이다. T-26은 영국의 빅커스 6 톤을 개발한 것으로, 대전차포가 등장하기 이전까지 1930년대 성공적인 전차 디자인 중 하나로 평가받고 있다. T-26은 전간기에 약 11,000대가 생산되면서 동시대의 어떤 전차보다도 더 많이 생산된 전차였다. 1930년대 소련은 53개의 T-26 개량형을 기획했고, 이 중에는 화염방사전차, 공병전차, 원격조종전차, 자주포, 포병견인차, 병력수송장갑차 등도 포함되었다. 53개의 개량형 중 23개가 생산에 들어갔고, 나머지는 실험용으로 제작되었다.
T-26과 BT 전차는 전간기 동안 붉은 군대의 주력 전차였다. T-26은 스페인 내전에서 가장 중요한 전차였으며, 하산호 전투와 겨울 전쟁에서 핵심적인 역할을 수행했다. 제2차 세계 대전이 발발했을 때에 T-26은 구식 전차가 되었지만, 1941년 6월 독일의 소련 침공 당시 T-26은 독일군을 가장 많이 마주한 붉은 군대의 전차였다. T-26은 모스크바 공방전, 스탈린그라드 전투, 캅카스 전투에 참여했고, 레닌그라드 전선군의 몇몇 전차 부대는 1944년까지 T-26을 사용했다. 소련의 일부 T-26 전차는 1945년 8월 만주에 주둔한 관동군을 격퇴하는 작전이었던 만주 전략공세작전 당시까지 운용되었다.
T-26은 중화민국, 튀르키예, 스페인에 수출되어 광범위하게 사용되었다. 노획한 T-26은 나치 독일, 핀란드, 루마니아 왕국, 헝가리 왕국의 군대가 사용했다. T-26은 신뢰성이 좋았고 관리하기 편했으며, 디자인도 1931년부터 1941년까지 계속 변했다. 1940년 이후부터는 T-26이 개발되지 않았다. 

## 같이 보기
- 소련의 전차 목록
- 경전차